# Obrazki alpejskie
Obrazki alpejskie (Arum cylindraceum Gasp., syn. Arum alpinum Schott & Kotschy) – gatunek rośliny z rodzaju obrazki w rodzinie obrazkowatych. Do przełomu XX i XXI wieku Arum alpinum był przeważnie uznawany za odrębny gatunek, obecnie uważany za synonim taksonomiczny Arum cylindraceum Gasp. W Polsce występuje na południu kraju, w niższych położeniach Karpat i Sudetów oraz na terenach przyległych.

## Morfologia

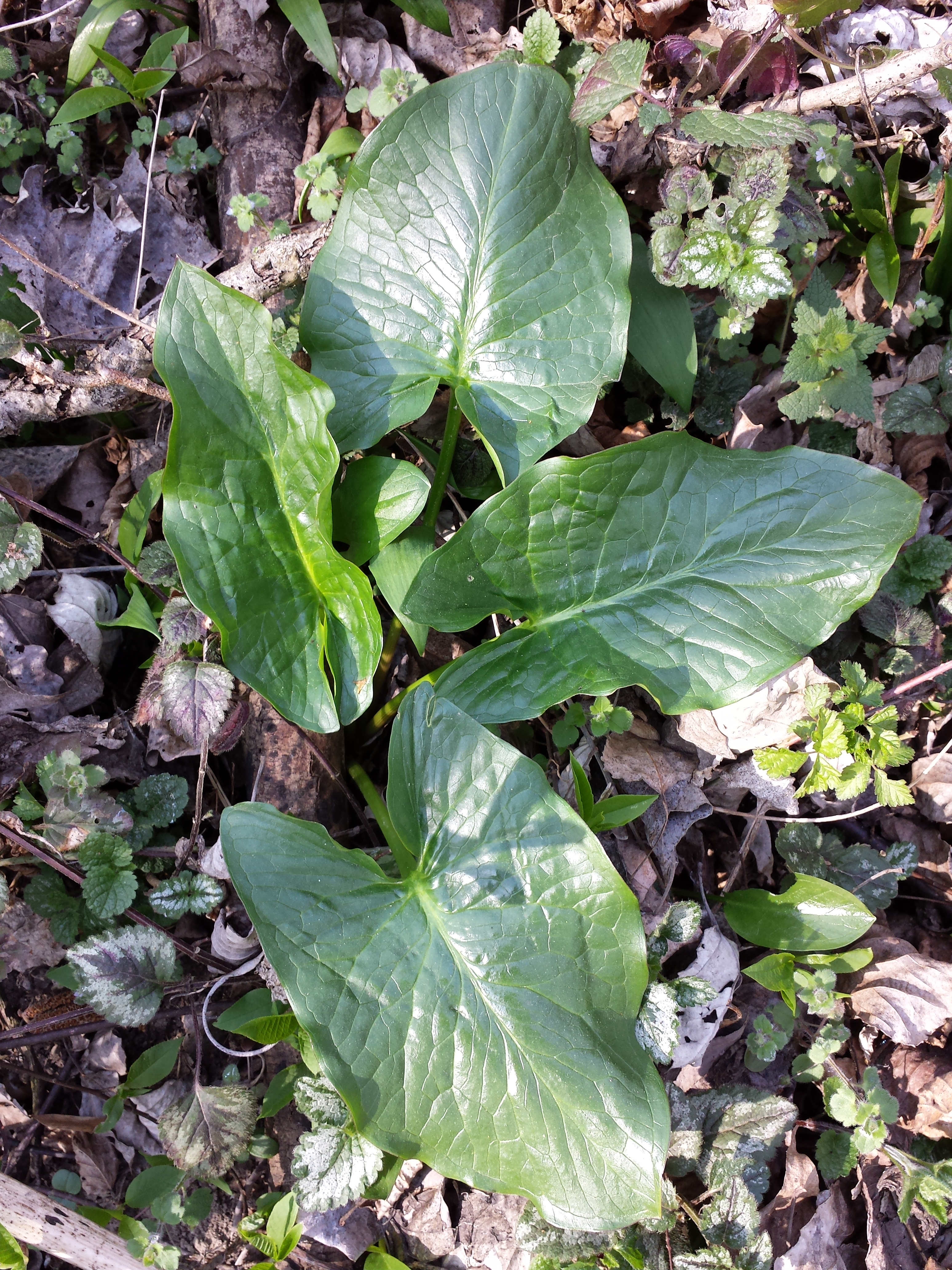
Liście
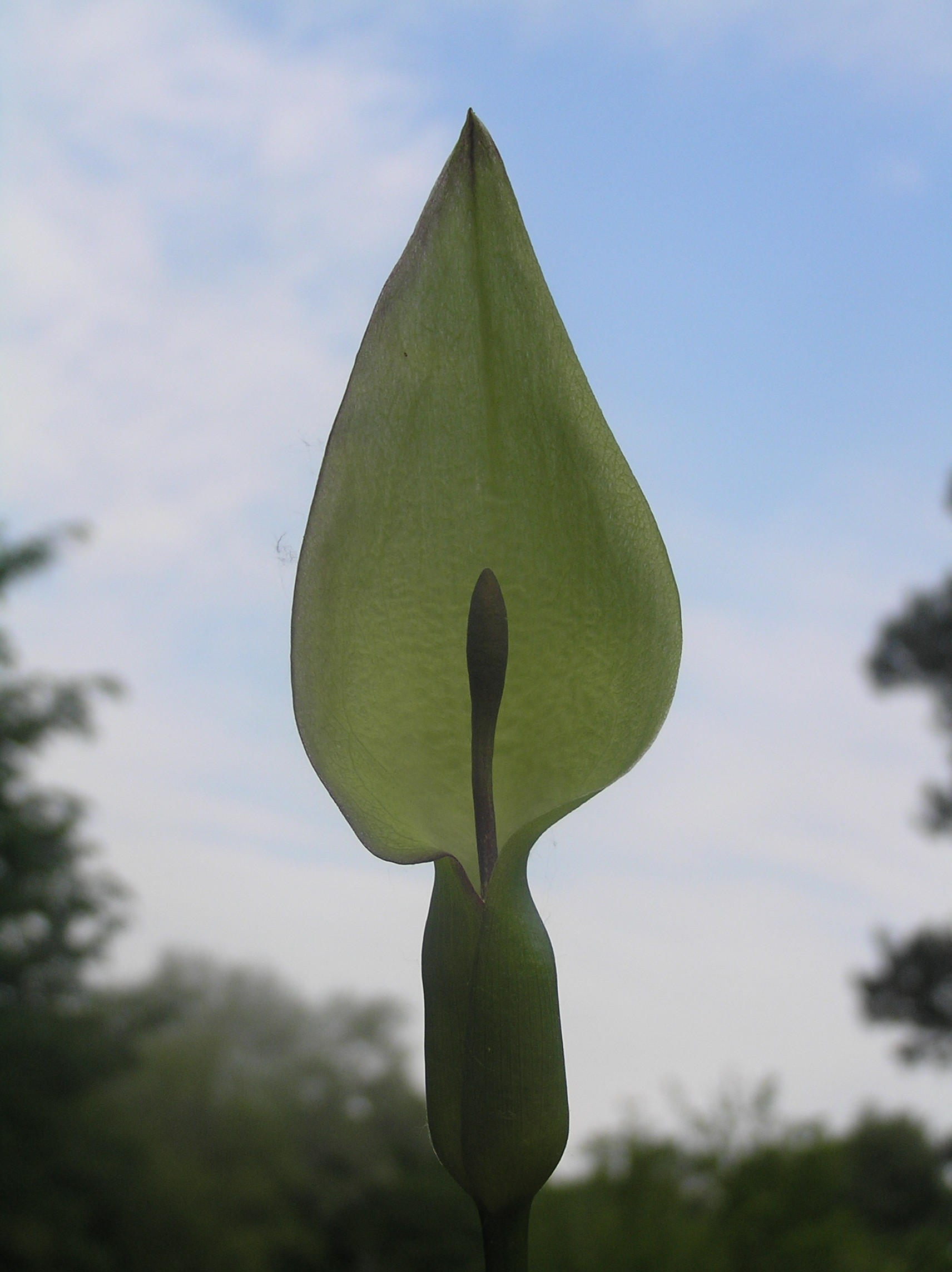
Kwiatostan
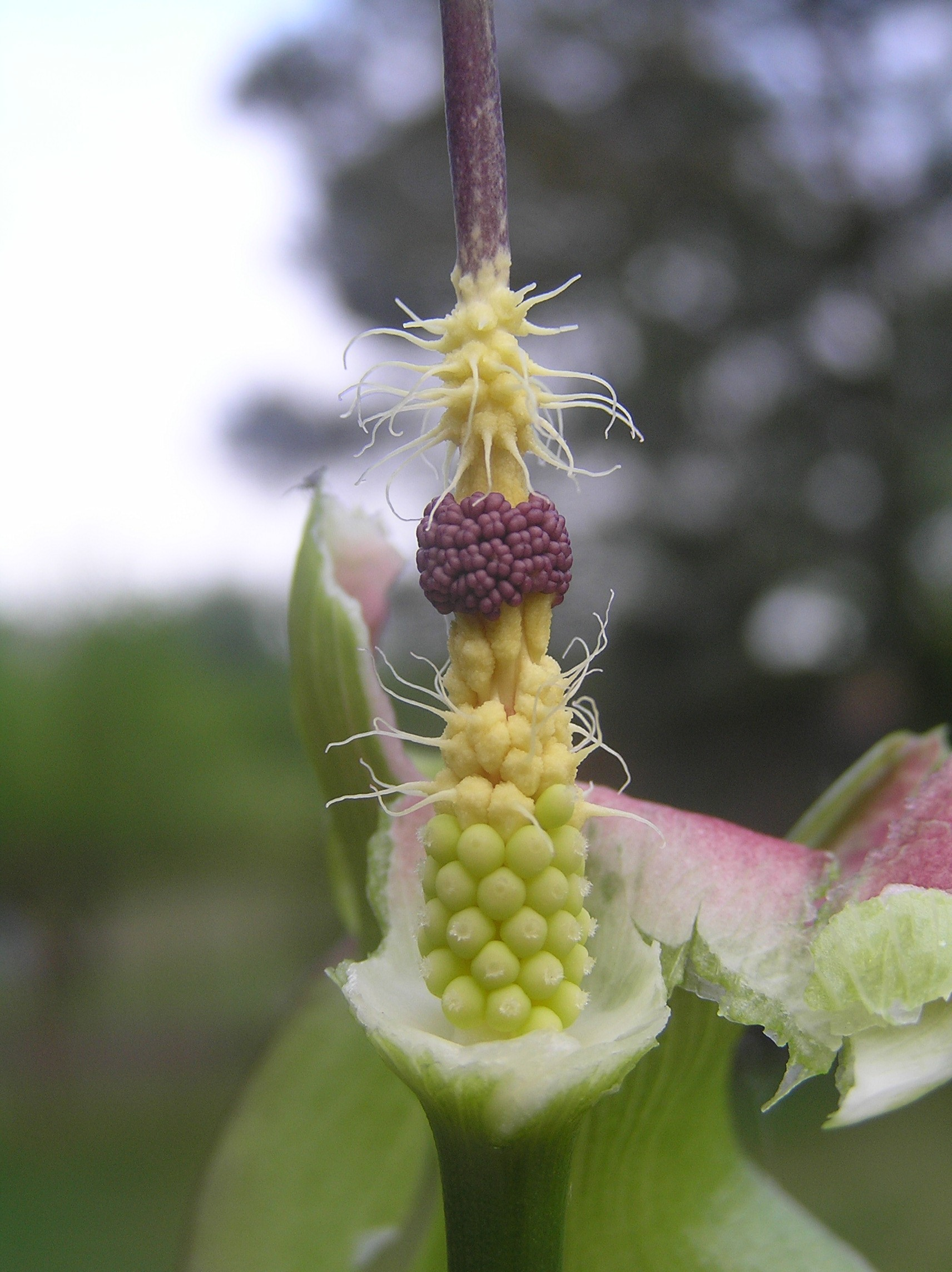
Kwiatostan po oderwaniu pochwy
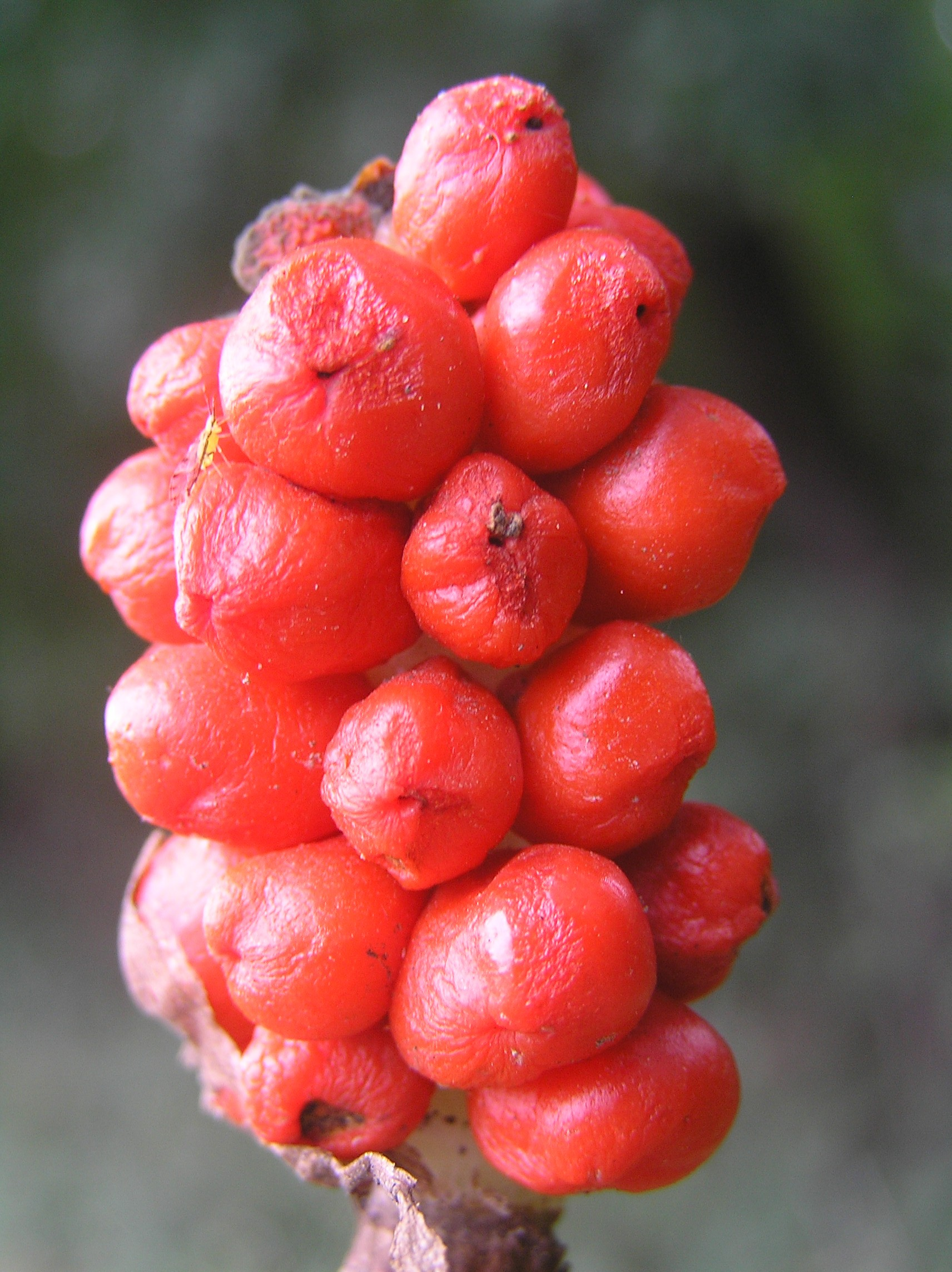
Owoce

## Biologia i ekologia
Kwitnie od kwietnia do maja. Zapylany jest przez owady, głównie muchy. Owady wabione są wydzielanym przez kwiaty zapachem podobnym do padliny. Wpadają do głębokiej pochwy i zsuwają się na dno wypełnione nektarem. Po zapylaniu pochwa więdnie i uwalnia owady.

## Systematyka
W 1851 roku Schott i Kotschy opisali w numerze 9 Botanische Zeitung nowy gatunek obrazków odnaleziony w południowych Alpach w Transylwanii, pod nazwą Arum alpinum. Do końca XX wieku status tej rośliny był przedmiotem wielu kontrowersji systematycznych. Była ona uznawana za:
- przedstawiciela gatunku obrazki plamiste (Arum maculatum) – np. przez Beck-Mannagetta (1903), Aschersona i Graebnera (1904), Riedla (1967),
- wariant Arum maculatum var. alpinum – Engler (1879),
- podgatunek Arum maculatum subsp. alpinum – Richt. (1890),
- podwariant Arum maculatum subvar. alpinum – Engler (1920),
- podgatunek Arum maculatum subsp. danicum – Prime (1961),
- podgatunek Arum maculatum subsp. immaculatum – Reichenbach,
- wariant obrazków włoskich Arum italicum var. lanceolatum – Boiss & Heldr.,
- podgatunek obrazków wschodnich Arum orientale subsp. orientale – Gutermann (1973),
- podgatunek Arum orientale subsp. alpinum – Riedl (1979).

Na przełomie XX i XXI wieku gatunek Arum alpinum został uznany za synonim Arum cylindraceum Gasp. w pracach:
- R. Govaertsa World Checklist of Seed Plants z 1995,
- R. Govaertsa i D.G. Frodina World Checklist and Bibliography of Araceae (and Acoraceae) z 2002,
- S. Castroviejo (et al.) Flora Iberica 18 z 2008

i jako taki wskazywany jest w aktualnych opracowaniach taksonomicznych, takich jak: 
- World Checklist of Selected Plant Families[6],
- The Plant List[7],
- Global Biodiversity Information Facility[8],
- Catalogue of Life 2010[3].

We wcześniejszych opracowaniach oraz w źródłach polskich nazwa Arum alpinum bądź nadal występuje jako zaakceptowana, bądź odnosi się do wcześniejszych ustaleń taksonomicznych, np.:
- Flora Europaea jako synonim Arum orientale subsp. orientale[9],
- Atlas roślin naczyniowych Polski, jako synonim Arum orientale subsp. orientale (obrazki wschodnie typowe)[10],
- Klucz do oznaczania roślin naczyniowych Polski niżowej (2008), jako synonim Arum orientale (obrazki wschodnie)[11],
- Krytyczna lista roślin naczyniowych Polski (1998), jako Arum alpinum (obrazki alpejskie)[12],
- Red list of plants and fungi in Poland (2006), jako Arum alpinum[13].

## Zagrożenia i ochrona
Obrazki alpejskie (jako Arum alpinum) są w Polsce objęte częściową ochroną gatunkową. W latach 2001–2014 podlegały ochronie ścisłej. Zagrożeniem w Polsce jest zanik odpowiednich siedlisk w wyniku gospodarczego wykorzystania lasów i zmiany stosunków wodnych.